# Colinas de Carrasco
Colinas de Carrasco ist eine Ortschaft in Uruguay.

## Geographie
Sie befindet sich im südlichen Teil des Departamento Canelones in dessen Sektor 37. Colinas de Carrasco liegt dabei unweit der Grenze zum Nachbardepartamento Montevideo, die hier vom Arroyo de Toledo gebildet wird. Nördlich grenzt der Ort an Fraccionamiento Camino Maldonado, westlich liegt Villa Aeroparque. Hinter einem kleinen, südlich in Ost-West-Richtung verlaufenden Bach, der in den Arroyo de Toledo mündet, ist die Stadt Colonia Nicolich zu finden. Wenige Kilometer südwestlich erstreckt sich das Gelände des Aeropuerto Internacional de Carrasco.

## Einwohner
Die Einwohnerzahl von Colinas de Carrasco beträgt 56 (Stand: 2011).
| Jahr | Einwohner |
| ---- | --------- |
| 2004 | 20        |
| 2011 | 56        |

Quelle: Instituto Nacional de Estadística de Uruguay